# Wilhelm Dühlmeier
Wilhelm Heinrich Friedrich Dühlmeier, auch: Dühlmeyer (* 3. September 1888 in Wölpinghausen; † 13. Mai 1946 ebenda) war ein deutscher Landwirt und Politiker (DVP).

## Leben
Wilhelm Dühlmeier wurde als Sohn eines Landwirts geboren. Er bewirtschaftete den elterlichen Hof in Wölpinghausen.
1922 wurde er als Abgeordneter in den Landtag des Freistaates Schaumburg-Lippe gewählt, dem er bis zu seiner Mandatsniederlegung am 1. Oktober 1924 angehörte.
Wilhelm Dühlmeier war seit 1913 verheiratet.